# Amphoe Mae Sai
Amphoe Mae Sai (in Thai: อำเภอ แม่สาย, Aussprache: ʔāmpʰɤ̄ː mɛ̂ː sǎːj) ist der nördlichste Landkreis (Amphoe – Verwaltungs-Distrikt) der Provinz Chiang Rai. Die Provinz Chiang Rai liegt im Norden der Nordregion von Thailand.

## Geographie
Mae Sai liegt etwa 62 Kilometer nördlich der Provinzhauptstadt Chiang Rai.
Die benachbarten Amphoe sind im Uhrzeigersinn von Osten aus: Chiang Saen, Mae Chan und Mae Fa Luang. Im Norden jenseits des Flusses Mae Sai liegt Myanmar. 
Im westlichen Teil des Distrikts gibt es zahlreiche Berge, von denen der wichtigste der Doi Tung ist. Auf seiner Spitze befindet sich der Wat Phra That Doi Tung Tempel.

## Verkehr
Im Amphoe Mae Sai befindet sich der Hauptgrenzübertritt von Thailand nach Myanmar, wo der Asian Highway AH2 (Thai Highway 1 oder Thanon Phahonyothin) den Maenam Mae Sai zur Stadt Tachilek in Myanmar überquert.

## Geschichte
Mae Sai wurde am 1. März 1939 zunächst als „Zweigkreis“ (King Amphoe) eingerichtet, indem die Tambon Mae Sai und Pong Pha vom Landkreis Chiang Saen abgetrennt wurden. 
Am 1. Mai 1950 wurde er in den vollen Amphoe-Status erhoben.

## Verwaltung

### Provinzverwaltung

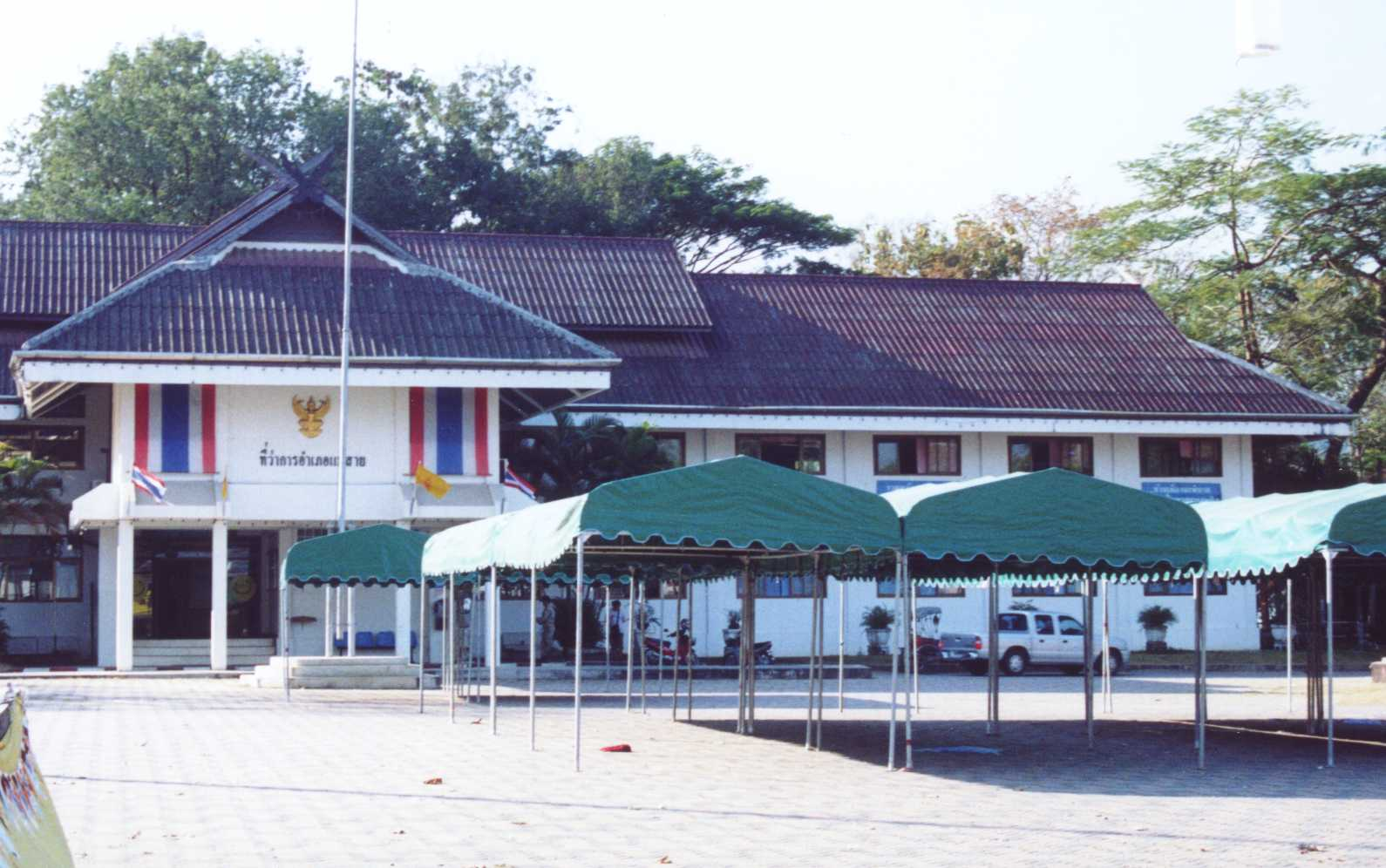
Sitz der Bezirksverwaltung (Thi Wa Kan Amphoe) von Mae Sai

Der Landkreis Mae Sai ist in acht Tambon („Unterbezirke“ oder „Gemeinden“) eingeteilt, die sich weiter in 88 Muban („Dörfer“) unterteilen.
| Nr. | Name             | Thai      | Muban | Einw.  |
| --- | ---------------- | --------- | ----- | ------ |
| 01. | Mae Sai          | แม่สาย     | 13    | 21.728 |
| 02. | Huai Khrai       | ห้วยไคร้    | 11    | 07.320 |
| 03. | Ko Chang         | เกาะช้าง   | 13    | 09.636 |
| 04. | Pong Pha         | โป่งผา     | 12    | 09.100 |
| 05. | Si Mueang Chum   | ศรีเมืองชุม  | 09    | 04.889 |
| 06. | Wiang Phang Kham | เวียงพางคำ | 10    | 20.513 |
| 08. | Ban Dai          | บ้านด้าย    | 08    | 03.861 |
| 09. | Pong Ngam        | โป่งงาม    | 12    | 08.495 |

Anmerkung: Der Geocode 7 wird nicht benutzt.

### Lokalverwaltung
Es gibt vier Kommunen mit „Kleinstadt“-Status (Thesaban Tambon) im Landkreis:
- Mae Sai Mittraphap (Thai: เทศบาลตำบลแม่สายมิตรภาพ) bestehend aus Teilen des Tambon Mae Sai.
- Mae Sai (Thai: เทศบาลตำบลแม่สาย) bestehend aus den Teilen der Tambon Mae Sai, Wiang Phang Kham.
- Huai Khrai (Thai: เทศบาลตำบลห้วยไคร้) bestehend aus Teilen des Tambon Huai Khrai.
- Wiang Phang Kham (Thai: เทศบาลตำบลเวียงพางคำ) bestehend aus Teilen des Tambon Wiang Phang Kham.

Außerdem gibt es sechs „Tambon-Verwaltungsorganisationen“ (องค์การบริหารส่วนตำบล – Tambon Administrative Organizations, TAO)
- Huai Khrai (Thai: องค์การบริหารส่วนตำบลห้วยไคร้) bestehend aus Teilen des Tambon Huai Khrai.
- Ko Chang (Thai: องค์การบริหารส่วนตำบลเกาะช้าง) bestehend aus dem kompletten Tambon Ko Chang.
- Pong Pha (Thai: องค์การบริหารส่วนตำบลโป่งผา) bestehend aus dem kompletten Tambon Pong Pha.
- Si Mueang Chum (Thai: องค์การบริหารส่วนตำบลศรีเมืองชุม) bestehend aus dem kompletten Tambon Si Mueang Chum.
- Ban Dai (Thai: องค์การบริหารส่วนตำบลบ้านด้าย) bestehend aus dem kompletten Tambon Ban Dai.
- Pong Ngam (Thai: องค์การบริหารส่วนตำบลโป่งงาม) bestehend aus dem kompletten Tambon Pong Ngam.